# Republic Airlines
Republic Airlines Inc., que opera bajo el nombre de Republic Airlines (IATA: YX, OACI: RPA, Indicativo: BRICKYARD) es una aerolínea regional de Estados Unidos con sede en Indianápolis, Indiana. que opera vuelos regionales de American Eagle, Delta Connection y United Express.

## Historia
Republic Airways Holdings incorpora a Republic Airlines como una filial en 1999; pero no logra obtener autorización para operar hasta 2004 y autorización para volar en 2005.

## Flota

### Flota Actual
La empresa utiliza una flota de Embraer 170 y Embraer 175 a noviembre de 2023.
| Aeronave    | En actividad | Órdenes | Pasajeros | Operado por                       |
| ----------- | ------------ | ------- | --------- | --------------------------------- |
| Embraer 170 | 43           | —       | 70        | Delta Connection y United Express |
| Embraer 175 | 176          | —       | 76        | Delta Connection y American Eagle |
| Total       | 219          | —       |           |                                   |

La flota de la aerolínea posee a noviembre de 2023 una edad media de 12,8 años.